# Аттіла Фері
Аттіла Фері (угор. Attila Feri, 24 вересня 1968) — угорський важкоатлет.
Бронзовий призер Олімпійських Ігор 1996 року в категорії 70 кг, учасник 1992, 2004 років.